# ЕР6
Електропоїзд ЕР6 (електропоїзд ризький, 6-й тип, заводське позначення — 62-21) — дослідний радянський електропоїзд постійного струму з рекуперативно-реостатним гальмуванням.

## Історія
Електропоїзд випущений у 1959 році на Ризькому вагонобудівному заводі. За конструкцією кузовів аналогічний з електропоїздом ЕР1, але має електричну схему дослідних трьохвагонних електросекцій РС (створені на базі секцій С). На ньому були застосовані тягові двигуни ДК-106А, які на відміну від двигунів ДК-106Б (застосовувалися на ЕР1)б мають робочу напругу 750 В і допускають більш глибоке ослаблення магнітного поля.
Із заводу поїзд надійшов на пробну експлуатацію на ділянку Рига — Огре (Латвійська залізниця), а потім на експериментальне кільце ВНДІЗТа для випробувань. Випробування показали, що на ділянці довжиною 2 км, ЕР6 у порівнянні з ЕР1 показував більш високу середню швидкість руху (46,4 проти 44,4 км/год), а економія електроенергії (за рахунок рекуперації) могла становити від 17 до 35,5 %. При службовому гальмуванні гальмівний шлях в електропоїзда ЕР6 був на 10 % коротше.
У цілому, електрообладнання в режимах тяги і гальмування працювало надійно, проте питання захисту електрообладнання від коротких замикань високих струмів так і не були до кінця вирішені. Крім цього, було виявлено, що при відключенні тяги, у контактній мережі виникали значні перенапруги (до 10 кВ). Також виникли проблеми із забезпеченням «темної» (тобто без іскор) комутації в щітково-колекторному вузлі тягових двигунів. Було помічено і ряд інших недоліків, у тому числі і в механічній частині.
З березня 1960 електропоїзд експлуатувався в депо Перерва (Московська залізниця) на ділянці Москва — Серпухов. Через відсутність запасних частин, ремонт електропоїзда незабаром виявився неможливий, тому в 1965 році він був направлений на Московський локомотиворемонтний завод, де його переобладнали в електропоїзд серії ЕР1. У зв'язку з цим, електропоїзд отримав нове позначення серії — ЕР1/6, а також дещо змінений номер — 001 (замість 01). У подальшому електропоїзд продовжував експлуатуватися на московській залізниці, поки в кінці 1980-х його не перевели на Свердловську залізницю в депо Нижній Тагіл. Там він експлуатувався до кінця 1990-х, після чого був списаний. До наших днів зберігся згорілий вагон ЕР1/6-0105.